# 장예인
장예인(張睿仁, 1991년 10월 16일~)은 대한민국의 前 MBC SPORTS+ 아나운서였으며 現 방송인이다. SBS 장예원 아나운서의 여동생이다.

## 학력
- 대전예술고등학교 음악과 (졸업)
- 중앙대학교 관현악과 (졸업)

## 경력
- 2015년 5월 ~ 2016년 2월 : OBS 기상캐스터
- 2016년 4월 ~ 2019년 1월 : MBC 스포츠 플러스 아나운서

## 출연작

### 고정 출연
- OBS 뉴스 (2015년 5월 10일 ~ 2016년 2월 9일)
- MBC 스포츠플러스 코리안 메이저리거 라이브 (2016년 4월 8일 ~ 2016년 9월 30일)
- MBC 스포츠플러스 메이저리그 투나잇 (2016년 4월 8일 ~ 2016년 10월 2일)
- MBC 스포츠플러스 야시장 (2016년 4월 25일 ~ 2016년 10월 3일)
- MBC 스포츠플러스 엠스플 투나잇 (2016년 12월 4일 ~ 2017년 2월 23일)
- MBC 스포츠플러스 엠스플 보너스 (2016년 12월 19일 ~ 2017년 3월 27일)
- MBC 스포츠플러스 베이스볼 NOW (2017년 3월 31일 ~ 2018년 10월 11일)
- MBC 스포츠플러스 베이스볼 투나잇 (2018년 4월 3일 ~ 2018년 11월 9일)
- ADT캡스 '풀카운트 시즌6' (2019년 3월 27일 ~ 11월 1일)
- 채널A 행복한 아침 (2019년 2월 11일 ~ )[3]
- OBS 인사이드 스토리 (2020년 12월 5일 ~ 2024년 3월 31일)
- MBC 에브리원 영화 왓수다 (2021년 3월 19일 ~ 4월 23일)
- SPOTV Golf & Health 스포츠타임 골프 (2021년 5월 25일 ~ 7월 27일)

### 기타 출연 방송
- 팟캐스트 'MLB Pub' 게스트 (2019년 2월 1일)
- SBS 라디오 배성재의 텐 게스트 (2019년 2월 9일)
- 네이버 스포츠 라디오 '라디오볼' 진행 (2019년 4월 1일 ~ 15일, 6월 24일, 7월 8일, 11월 25일)
- 팟캐스트 '김정준의 야구수다' 게스트 (2019년 5월 21일)
- MBC 스포츠 매거진 일일 패널 (2019년 6월 8일)
- SBS 라디오 배성재의 텐 게스트 (2020년 3월 22일)
- KBS2 옥탑방의 문제아들 게스트 (2020년 12월 15일)
- 스크린골프존 '만반잘부 요즘골프' 게스트 (2022년 8월 20일)

### 기타 활동
| 행사명                                                      | 날짜                       | 내용                                          |
| ----------------------------------------------------------- | -------------------------- | --------------------------------------------- |
| 2016 KBO 리그 한국시리즈 미디어데이                         | 2016년 10월 28일           | 현장 리포팅                                   |
| 대통령배 2016 전국 씨름왕 선발대회                          | 2016년 11월 24일 ~ 26일    | 선수 및 감독 인터뷰                           |
| 2016 유소년 야구 클리닉 '빛을 나누는 날'                    | 2016년 12월 1일            | 현장 리포팅 및 인터뷰                         |
| 2016/17 한국프로농구 시상식                                 | 2017년 3월 27일            | 객석 인터뷰                                   |
| 2017 세계 수영 선수권 대회                                  | 2017년 7월 24일            | 싱크로나이즈드 스위밍 중계                    |
| 2017 마이런 서울                                            | 2017년 9월 10일            | 현장 리포팅 및 인터뷰                         |
| 2017/18 한국프로농구 개막 미디어데이                        | 2017년 10월 11일           | 진행                                          |
| 2017 멜론 뮤직 어워드                                       | 2017년 12월 2일            | 레드카펫 진행                                 |
| 2017/18 한국프로농구 시상식                                 | 2018년 3월 14일            | 객석 인터뷰                                   |
| 2018 KBO 리그 팬 페스트 미디어데이                          | 2018년 3월 22일            | 진행                                          |
| MBC every1 시골경찰 시즌3 제작발표회                        | 2018년 4월 16일            | 진행                                          |
| 2019 KBO 리그 신인드래프트 1차지명                          | 2018년 6월 25일            | 진행                                          |
| 2018 마이런 서울                                            | 2018년 9월 16일            | 현장 리포팅 및 인터뷰                         |
| 2018/19 한국프로농구 개막 미디어데이                        | 2018년 10월 10일           | 진행                                          |
| 2018 지니 뮤직 어워드                                       | 2018년 11월 6일            | 레드카펫 진행                                 |
| 2018 LG배 한국여자야구대회                                  | 2018년 11월 11일           | 결승전 중계                                   |
| 2018 한국프로농구 국내 신인선수 드래프트                    | 2018년 11월 26일           | 중계                                          |
| 2018 유소년 야구 클리닉 '빛을 나누는 날'                    | 2018년 12월 4일            | 현장 리포팅 및 인터뷰                         |
| MBC every1 주간 아이돌 시즌3 제작발표회                     | 2019년 1월 2일             | 진행                                          |
| 2018-2019 한국프로농구 SK 나이츠 홈경기 (對 부산 kt 소닉붐) | 2019년 2월 17일            | 시투(장예원 아나운서 동반)                    |
| 2019 서울 국제 마라톤                                       | 2019년 3월 17일            | 10K 코스 참가(이재용, 김해현 기상캐스터 동반) |
| 2019 KBO 리그                                               | 2019년 3월 23일 ~ 9월 25일 | Oksusu sports SK 팬심중계                     |
| 한글과컴퓨터 <1318 크리에이터 선발대회>                     | 2020년 4월 18일, 5월 2일   | 진행                                          |
| 식약처 <토크 콘서트>                                        | 2020년 6월 20일            | 진행                                          |
| 오르바이스텔라 X 네이버 쇼핑 라이브                         | 2022년 4월 19일            | 진행                                          |
| 올가니카 X 프리즘 쇼핑 라이브                               | 2022년 5월 19일            | 진행                                          |
| CU X 프리즘 쇼핑 라이브                                     | 2022년 6월 9일             | 진행                                          |
| 탄비치 X 프리즘 쇼핑 라이브                                 | 2022년 7월 7일             | 진행                                          |
| 파예 X 프리즘 쇼핑 라이브                                   | 2022년 7월 21일            | 진행                                          |

## 수상 경력
- 스포츠캐스터연합회 2016년 신인상